# Microdipnites
Microdipnites is een geslacht van kevers uit de familie van de loopkevers (Carabidae). De wetenschappelijke naam van het geslacht is voor het eerst geldig gepubliceerd in 1957 door Jeannel.

## Soorten
Het geslacht Microdipnites omvat de volgende soorten:
- Microdipnites kahuzianus (Basilewsky, 1951)
- Microdipnites mahnerti Garetto & Giachino, 1999
- Microdipnites minutissimus (Basilewsky, 1954)
- Microdipnites perreti Garetto & Giachino, 1999
- Microdipnites vanschuytbroecki Bruneau De Mire, 1990